# Sveučilište Johanna Wolfganga Goethea u Frankfurtu
Sveučilište Johanna Wolfganga Goethea u Frankfurtu (njem. Johann Wolfgang Goethe-Universität, Frankfurtsko sveučilište) osnovano je 1914. godine. Danas na njemu studira oko 35.000 studenata i radi 500 profesora.
Sveučilište u Frankfurtu na Majni raspolaže s godišnjem proračunom od oko 270 milijuna eura.
Na sveučilištu se predaju sljedeći stručni smjerovi:
- pravo,
- ekonomija i gospodarstvo,
- sociologija,
- pedagogija,
- psihologija i šport,
- teologija - evangelistička,
- teologija - katolička,
- filozofija i povijest,
- jezici i Kultura
- nova filologija,
- geologija i zemljopis,
- informatika i matematika,
- fizika,
- biokemija, kemija i farmacija,
- biologija,
- medicina.

## Povijest
Sveučilište u Frankfurtu se oduvijek smatralo politički lijevo i liberalno nastrojenim zbog svojih marksističkih profesora. Igralo važnu ulogu u njemačkim studentskim nemirima 1968. godine.
Sveučilište je poznato po svom Institutu za društvena istraživanja (osnovano 1924.), institucionalnom domu Frankfurtske škole, jedne od najvažnijih filozofskih i škola društvenih nauka u 20. stoljeću.
Najpoznatiji profesori Frankfurtskog sveučilištu su: Theodor Adorno, Max Horkheimer, Jürgen Habermas, kao i Herbert Marcuse, Erich Fromm te Walter Benjamin. Tu su i sociolog Karl Mannheim, filozof Hans-Georg Gadamer, filozofi religije Franz Rosenzweig, Martin Buber i Paul Tillich, psiholog Max Wertheimeri antropolog Norbert Elias.

## Dobitnici Nobelove nagrade
- Paul Ehrlich, 1908., medicina
- Max von Laue, 1914., fizika
- Otto Loewi, 1914., medicina
- Paul Karrer, 1937., kemija
- Otto Stern, 1943., fizika
- Max Born, 1954., fizika
- Alexander Robertus Todd, 1957., kemija
- Karl Ziegler, 1963., kemija
- Hans Bethe, 1967., fizika
- Niels Kaj Jerne, 1984., medicina
- Gerd Binnig, 1986., fizika
- Jean-Marie Lehn, 1987., kemija
- Hartmut Michel, 1988., kemija
- Reinhard Selten, 1994., ekonomija
- Christiane Nüsslein-Volhard, 1995., medicina
- Horst Ludwig Störmer, 1998., fizika
- Günter Blobel, 1999., medicina
- Peter Grünberg, 2007., fizika

## Sveučilište danas
Danas je na Sveučilištu preko 46 tisuća upisanih studenata. Stopa mogućnosti upisa je relativno visoka te iznosi 77%. Kao i na većini javnih sveučilišta u Njemačkoj, na Sveučilištu J.W. Gothea studij je besplatan za sve studente.

## Vanjske poveznice
- www.uni-frankfurt.de
- Film  Arhivirana inačica izvorne stranice od 15. srpnja 2007. (Wayback Machine)